# سالفيستر فارغاس
سالفيستر فارغاس (بالإسبانية: Silvestre Vargas)‏ هو عازف كمان ‏ مكسيكي، ولد في 31 ديسمبر 1901، وتوفي في 7 أكتوبر 1985.

## وصلات خارجية
- سالفيستر فارغاس على موقع IMDb (الإنجليزية)
- سالفيستر فارغاس على موقع ميوزك برينز (الإنجليزية)
- سالفيستر فارغاس على موقع ديسكوغز (الإنجليزية)